# Francisco I. Madero, San Fernando
Francisco I. Madero är en ort i Mexiko.   Den ligger i kommunen San Fernando och delstaten Chiapas, i den sydöstra delen av landet, 700 km öster om huvudstaden Mexico City. Francisco I. Madero ligger 868 meter över havet och antalet invånare är 1 993.
Terrängen runt Francisco I. Madero är huvudsakligen kuperad, men norrut är den bergig. Runt Francisco I. Madero är det ganska tätbefolkat, med 116 invånare per kvadratkilometer. Närmaste större samhälle är Tuxtla Gutiérrez, 16,8 km sydost om Francisco I. Madero. I omgivningarna runt Francisco I. Madero växer huvudsakligen savannskog.